# 庫努約山
14°35′40″S 69°13′39″W / 14.59444°S 69.22750°W
庫努約山（Cunuyo），是南美洲的山峰，位於玻利維亞和秘魯接壤的邊境，處於蘇拉帕塔山以北，屬於安第斯山脈中阿波洛班巴山脈的一部分，海拔高度5,100米。